# Narkolepsija
Narkolepsija je disomnija - kronični poremećaj spavanja - karakteriziran pretjeranom pospanošću i iznenadnim napadajima sna u neprimjerenim situacijama. Oboljeli od narkolepsije često imaju isprekidan noćni san i abnormalan ritam spavanja tijekom dana, što se nerijetko pogrešno tumači kao insomnija. Pri usnivanju uglavnom ulaze u REM fazu sna unutar prvih 5 minuta, dok kod većine ostalih ljudi REM faza nastupa tek sat vremena kasnije.
Još jedan od problema koje doživljavaju mnogi oboljeli jest katapleksija - iznenadna mišićna slabost koja je izazvana snažnim osjećajima, ili nastaje spontano bez emocionalnog okidača.  Može se manifestirati kao jedva primjetan gubitak tonusa muskulature lica, opuštanje donje čeljusti, pognutost glave, slabost u koljenima, ili kao potpuni kolaps. Govor je često nerazgovjetan te se pojavljuju poremećaji vida u obliku dvoslika i nemogućnosti fokusiranja pogleda, no sluh i svijest su očuvani. U rijetkim slučajevima može nastupiti paraliza i ukočenost mišića. Neki od oboljelih prilikom napadaja dožive pojačan osjet njuha i okusa.
Narkolepsija je neurološki poremećaj spavanja. Nije uzrokovana mentalnim poremećajem ili pshihološkim problemima. Najvjerojatnije je uzrokovana određenim genetskim mutacijama i abnormalnostima koje utječu na specifične biološke čimbenike u mozgu, u kombinaciji s utjecajima iz okoline za vrijeme razvoja, poput virusnih infekcija.
Naziv "narkolepsija" potječe od francuske riječi "narcolepsie" koju je francuski liječnik Jean-Baptiste-Édouard Gélineau izveo iz grčkih riječi νάρκη (narkē, "obamrlost" ili "stupor")  i λῆψις (lepsis, "napadaj").

## Simptomi
Dominantni simptom narkolepsije je pretjerana dnevna pospanost (eng. Excessive Daytime Sleepiness, EDS), čak i nakon adekvatno prospavane noći. Bolesnik tijekom dana osjeća umor, pospanost ili pada u san, često u neprimjereno vrijeme. Takvi napadaji sna se mogu dogoditi bez upozorenja i biti fizički neizdrživi, te se ponavljati više puta tijekom dana. Nakon njih osoba se osjeća odmornije, no samo na nekoliko sati. Pospanost može potrajati dugo vremena, a noćni san biti isprekidan čestim buđenjem.
U klasične simptome ovog poremećaja, često poznate kao "narkolepsijska tetrada", spadaju katapleksija, paraliza u snu, hipnagogne halucinacije i pretjerana dnevna pospanost. Od ostalih simptoma često se pojavljuju automatizmi.  Ovi simptomi se ne prezentiraju u svih pacijenata. 
Katapleksija je epizodični gubitak mišićne funkcije, koji varira od blage slabosti (kao slabost u vratu ili koljenima, opuštenost muskulature lica, ili nemogućnost razgovjetnog govora) do potpunog kolapsa. Epizode mogu biti potaknute naglim emocionalnim reakcijama kao što su smijeh, ljutnja, iznenađenje ili strah, te mogu potrajati od par sekundi do nekoliko minuta. Osoba je za vrijeme cijele epizode pri svijesti. U nekim slučajevima katapleksija može nalikovati na epileptički napadaj.
Paraliza u snu je privremena nemogućnost govora ili pokreta pri buđenju (ili, rjeđe, pri usnivanju). Može potrajati od par sekundi do nekoliko minuta. Ovo je iskustvo često uznemirujuće, no nije opasno. Hipnagogne halucinacije su živopisni, često zastrašujući doživljaji nalik snu koji se pojavljuju prilikom usnivanja ili buđenja.
Automatizmi su radnje koje osoba nastavlja obavljati tijekom epizode sna, no pri buđenju nema sjećanja na njih. Procjenjuje se da do 40% osoba s narkolepsijom obavlja automatske radnje prilikom napadaja sna. Paraliza u snu i hipnagogne halucinacije se pojavljuju i kod ljudi koji ne boluju od narkolepsije, češće u onih koji pate od ekstremnog nedostatka sna. Katapleksija se smatra jedinstvenom za narkolepsiju i analogna je paralizi u snu jer dolazi do neprimjerene aktivacije paralitičkog mehanizma koji inače ima protektivnu funkciju za vrijeme sna. Suprotno od toga (izostanak aktivacije protektivne paralize) se događa u REM bihevioralnom poremećaju.
U većini slučajeva prvi simptom koji se prezentira jest pretjerana i neizdrživa pospanost tijekom dana. Ostali simptomi se mogu pojaviti zasebno ili u kombinaciji mjesecima ili godinama nakon nastupa potrebe za spavanjem tijekom dana. Zabilježene su velike individualne varijacije u razvoju, izraženosti i redoslijedu pojavljivanja katapleksije, paralize u snu i hipnagognih halucinacija. Sva četiri simptoma se prezentiraju u samo 20 do 25% oboljelih. Pretjerana dnevna pospanost u većini slučajeva perzistira cijeli život, dok paraliza u snu i hipnagogne halucinacije mogu biti prolazne. Iako su ovo uobičajeni simptomi narkolepsije, mnogi oboljeli također mogu duže vrijeme patiti i od nesanice. Simptomi narkolepsije, poglavito pretjerana dnevna pospanost i katapleksija, često postaju toliko izraženi da uzrokuju ozbiljne probleme u osobnom i profesionalnom životu oboljelih. 
U normalnim uvjetima, u budnome stanju, moždani EEG valovi pokazuju pravilan ritam. Za vrijeme sna valovi postaju sporiji i nepravilniji. Ovo stanje sna se naziva non-REM (NREM) snom. Nakon približno sat i pol NREM sna moždani valovi ponovno počinju pokazivati pravilniji obrazac. U ovom se stadiju sna, poznatom kao REM (Rapid Eye Movement) faza, odvija većina zapamćenog snivanja. Uz EEG promjene za vrijeme REM faze pojavljuje se i mišićna atonija (REM atonija). 
U narkolepsiji je poremećen odnos i dužina NREM i REM faze sna, te se REM faza pojavljuje već prilikom usnivanja umjesto nakon perioda NREM sna. Neki od aspekata REM faze koji se u normalnim uvjetima pojavljuju samo za vrijeme sna - gubitak mišićne kontrole, paraliza u snu, živopisni snovi - prisutni su kao simptomi narkolepsije. Katapleksija predstavlja intruziju REM atonije u budno stanje. Paraliza u snu i živopisni snovi se mogu pojaviti prilikom usnivanja ili buđenja. Pacijentov mozak ne prolazi kroz normalne stadije usnivanja i duboknog sna već prelazi direktno u REM fazu. Kao posljedica toga san tijekom noći ne sadrži dovoljno dubokog sna kojeg mozak pokušava nadoknaditi tijekom dana, što dovodi do pretjerane dnevne pospanosti. Oboljeli od narkolepsije mogu naočigled zaspati u nepredviđenom trenutku. Kao što brzo upadaju u duboki san, brzo se i bude te pritom mogu biti dezorijentirani (vrtoglavica je čest simptom). Mogu doživjeti jasne snove čak i ako epizoda traje samo nekoliko sekundi.

## Uzroci
Iako uzrok narkolepsije nije pronađen ni godinama nakon njenog otkrića, utvrđena su pojedina stanja povezana s povećanim rizikom za razvoj poremećaja. Izgleda da postoji značajna povezanost između pojedinaca s narkolepsijom i nekih genetskih promjena. Jedan od predisponirajućih faktora uključuje područje na 6. kromosomu, poznato kao HLA kompleks.  Primijećena je korelacija između pojedinaca s narkolepsijom i nekih varijacija HLA gena, iako ne u svim slučajevima. Te se varijante HLA kompleksa smatraju odgovornima za povećan rizik od nastanka autoimunosnog odgovora na neurone koji proizvode bjelančevine u mozgu. Protein zvan hipokretin ili oreksin odgovoran je za kontrolu apetita i ritma spavanja.  Oboljeli od narkolepsije nerijetko imaju smanjen broj neurona koji proizvode ovaj protein. 2009. hipotezu o autoimunosnom porenećaju je poduprlo istraživanje provedeno od strane Stanford University School of Medicine.
Odnos između neuralne kontrole normalnog sna i narkolepsije samo je djelomično razjašnjen. U ljudi, narkoleptični san je karakteriziran brzim prijelazom iz budnog stanja u REM fazu s malo ili bez non-REM sna. Promjene u motoričkom i propriocepcijskom sustavu za vrijeme REM faze su proučene na ljudskom i životinjskom modelu. Za vrijeme normalnog REM sna depolarizacija alfa motoneurona u leđnoj moždini i moždanom deblu uzrokuje skoro potpunu atoniju skeletalne muskulature inhibicijom descedentnih retikulospinalnih puteva. Acetilkolin je jedan od neurotransmitera uključenih u ovaj put. Refleksna inhibicija motornog sustava koja se pojavljuje u katapleksiji ima obilježja koja se obično vide samo u normalnom REM snu.
U istraživanju provedenom 2004. u Australiji znanstvenici su pomoću antitijela oboljelih of narkolepsije izazvali narkolepsiji slične simptome u miševa. Ovo istraživanje, objavljeno u Lancetu, snažno podupire teoriju da su neki slučajevi narkolepsije uzrokovani autoimunosnim poremećajem. Postoji značajna povezanost s HLA-DQB1*0602 genotipom,  kao i povezanost s HLA-DR2 i HLA-DQ1. Unatoč eksperimentalnim dokazima da postoji nasljedna osnova za razvoj nekih oblika narkolepsije u ljudi, točan način nasljeđivanja je nepoznat. Neki su slučajevi povezani s genetskim poremećajima poput Niemann-Pickove bolesti  ili Prader-Willi sindroma.
Trenutno se istražuje povezanost cjepiva "Pandemrix" tvrtke GlaxoSmithKline protiv svinjske gripe zbog povećane prevalencije narkolepsije u djece nakon cijepljenja u Irskoj, Finskoj i Švedskoj. U Finskoj je preporučena obustava cijepljenja Pandemrixom dok se istražuje 15 prijavljenih slučajeva djece koja su razvila narkolepsiju nedugo nakon cijepljenja.  U studenom 2010. je prijavljeno 37 slučajeva narkolepsije u djece kao moguća nuspojava Pandemrixa; za usporedbu, normalan prosjek novooboljele djece je 3 godišnje.
Novija istraživanja, provedena u Kini i objavljena u Nature Reviews: Neurology, upućuju na mogućnost djelovanja infekcije virusom influence, poglavito H1N1, kao okidača za razvoj narkolepsije.

## Dijagnoza
Dijagnostika je relativno laka kada su prisutni svi tipični simptomi narkolepsije, no ako su napadaji sna izolirani, a katapleksija odsutna ili tek blago izražena, dijagnozu je znatno teže postaviti. Uz to je moguće i posve izolirana pojava katapleksije. Pri standardnom postavljanju dijagnoze koriste se tri testa - polisomnografija, Multiple Sleep Latency Test (MSLT), te procjena prema Epworthovoj ljestvici pospanosti. Ove testove obično provode specijalisti medicine spavanja. 
Polisomnografija uključuje kontinuirano snimanje moždanih valova te brojnih živčanih i mišićnih funkcija tijekom noćnog sna. Pri testiranju oboljeli od narkolepsije brzo usnivaju, rano ulaze u REM fazu sna i bude se tijekom noći. Pomoću polisomnografije se mogu detektirati i ostali poremećaji spavanja koji uzrokuju pretjeranu pospanost tijekom dana.
Pri izvođenju Multiple Sleep Latency testa pacijentu je ponuđeno da odspava svako 2 sata tijekom dana. Bilježi se vrijeme potrebno da se dostignu različiti stadiji sna. Ovim se testom mjeri stupanj pospanosti tijekom dana i brzina nastupa REM faze.
Epworthova ljestvica pospanosti je kratki upitnik kojim se detektira mogućnost postojanja nekog poremećaja spavanja, uključujući narkolepsiju.

## Liječenje
Liječenjem se oboljelima od narkolepsije može značajno ublažiti simptome, no ne i izliječiti sam poremećaj. Liječenje je individualno prilagođeno, ovisno o simptomima i prethodnom odgovoru na terapiju. Vrijeme potrebno da se postigne optimalna kontrola simptoma je varijabilno i može trajati nekoliko mjeseci ili duže. Često je potrebna prilagodba doze lijekova, a potpuna kontrola simptoma je rijetko moguća. Oralno primijenjeni lijekovi su osnova formalnog liječenja narkolepsije, no potrebne su i promjene životnog stila.
Osnovna terapija za pretjeranu pospanost tijekom dana su stimulansi centralnog živčanog sustava kao metilfenidat, amfetamin, metamfetamin, modafinil (Provigil), noviji stimulans s drugačijim farmakološkim mehanizmom, i/ili armodafilin (Nuvigil). 2007. godine američki FDA (US Food and Drug Administration) je izdao upozorenje zbog pojave teških kožnih promjena pri uporabi modafinila. Od ostalih lijekova koriste se kodein  i selegilin. U upotrebi je i atomoksetin (Strattera), ne-stimulirajući inhibitor ponovnog unosa (eng. reuptake) noradrenalina (NRI) za koji ne postoji mogućnost zlouporabe.
U mnogim slučajevima planirani kratki san tijekom dana može smanjiti potrebu za farmakološkim liječenjem pretjerane dnevne pospanosti, no to olakšanje simptoma je kratkog trajanja. San od 120 minuta imao je pozitivan učinak na pacijentovu budnost 3 sata, dok od 15 minuta sna nije zabilježena nikakva korist.
Katapleksija i ostali simptomi REM faze se često liječe tricikličkim antidepresivima kao što su klomipramin, imipramin i protriptilin, te drugim lijekovima koji suprimiraju REM san. Venlafaksin, blokator ponovnog unosa serotonina i noradrenalina, pokazao se uspješnim u liječenju simptoma katapleksije,  no kao nuspojava je zabilježena isprekidanost sna.
Među mogućim terapijama je i otopina natrijevog oksibata (Xyrem) za oralnu primjenu. Xyrem je odobren od strane FDA za liječenje katapleksije i pretjerane dnevne pospanosti u sklopu narkolepsije.
Upotreba stimulansa tijekom dana kako bi se prikrila pospanost ne utječe na stvarni poremećaj u podlozi problema. Stimulansi mogu donekle pomoći u obavljanju dnevnih aktivnosti, no osnovni poremećaj ostaje prisutan i može se i pogoršati jer sami stimulansi postaju prepreka periodu dubokog sna. Promjene životnog stila uključuju smanjenje razine stresa, tjelovježbu (posebno za pretile osobe koje pate od pretjerane dnevne pospanosti uzrokovane apnejom u snu) i smanjenje unosa stimulansa (poput kafeina i nikotina). Spavanje tijekom dana nije pogodna zamjena za san tijekom noći. Kontinuirana komunikacija između liječnika i pacijenta te njegove obitelji je od iznimne važnosti za optimalno liječenje narkolepsije.
Nedavno provedena studija u kojoj su hipokretinski neuroni uspješno transplantirani u pontinu retikularnu formaciju štakora upućuje na mogućnost razvoja alternativne terapijske metode uz standardno farmakološko liječenje.

## Epidemiologija
Procjenjuje se da u Sjedinjenim Državama od narkolepsije boluje do 200,000 ljudi, no manje od 50,000 je službeno dijagnosticirano. Narkolepsija je proširena kao i multipla skleroza i Parkinsonova bolest, te ima veću prevalenciju od cistične fibroze, no znatno je rjeđe prepoznata. Često se pogrešno dijagnosticira kao depresija, epilepsija, ili nuspojava lijekova. Može se krivo protumačiti kao posljedica loših navika spavanja, zlouporabe droga, ili lijenosti. Narkolepsija podjednako pogađa i muškarce i žene svake životne dobi, iako se prvi simptomi obično primijete u adolescenata. Postoje snažne indikacije da se narkolepsija češće pojavljuje u pojedinim obiteljima; oko 10% pacijenata kojima je dijagnosticirana narkolepsija s katapleksijom ima bliske srodnike koji također boluju od ovog poremećaja.
Narkolepsija se obično prezentira u adolescenciji. Prosječno prođe do 15 godina od pojave prvih simptoma do postavljanja dijagnoze. Zabilježeni su brojni kognitivni, obrazovni, profesionalni i psihološki problemi uzrokovani pretjeranom dnevnom pospanošću u sklopu narkolepsije, posebice u adolescenciji kada se formira ličnost te donose odluke o edukaciji i zaposlenju.
Prevalencija narkolepsije iznosi približno 1 na 2000 osoba. Zbog pojave u adolescenciji čest je uzrok poteškoća u učenju i izostanaka iz škole. I normalni adolescenti često doživljavaju pretjeranu pospanost tijekom dana zbog fiziološki povećane potrebe za snom te razine stresa. U kliničkoj praksi je otežano razlikovanje između narkolepsije i ostalih stanja karakteriziranih pretjeranom pospanošću tijekom dana. Narkolepsija u općoj populaciji često ostaje neprepoznata zbog velike varijabilnosti u izraženosti simptoma i sličnosti s drugim, među populacijom poznatijim poremećajima.

## Vanjske poveznice
- Narcolepsy Fact Sheet: National Institute of Neurological Disorders and Stroke  Arhivirana inačica izvorne stranice od 27. srpnja 2016. (Wayback Machine)
- Narcolepsy UK
- Narcolepsy: Symptoms, Causes, Diagnosis and Treatment  Arhivirana inačica izvorne stranice od 11. rujna 2007. (Wayback Machine)
- Transplantation of hypocretin neurons into the pontine reticular formation: preliminary results  Arhivirana inačica izvorne stranice od 3. ožujka 2016. (Wayback Machine)
- Narcolepsy and Sleep
- Video o narkolepsiji kao autoimunosnom poremećaju.